# Экинс, Томас Бимиш
Томас Бимиш Экинс (англ. Thomas Beamish Akins; род. 1 февраля 1809, Ливерпул, Новая Шотландия, Канада — 6 мая 1891, Галифакс, Новая Шотландия) — канадский историк, писатель, архивист и юрист. Комиссар государственных архивов Новой Шотландии. Президент Исторического общества Новой Шотландии (1882—1883). Почётный член-корреспондент Литературно-исторического общества Квебека, Американской исторической ассоциации и исторических обществ Массачусетса, Мэриленда и Техаса. Человек исторического значения Канады.

## Биография

### Ранняя жизнь
Томас Бимиш Экинс родился 1 февраля 1809 года в Ливерпуле, Новая Шотландия в семье торговца Томаса Акинса и Маргарет Отт Бимиш. Отец Экинса был потомком первых плантаторов Новой Англии из Фалмута, Новая Шотландия, поселившихся в 1761 году, мать же его была дочерью торговца из Галифакса Томаса Бимиша из Порт-Уордена, Новая Шотландия. Мать Томаса скончалась спустя десять дней после родов, в связи с чем его воспитанием занялись родственники матери.
В семье воспитывался вместе с двоюродным братом Бимишем Мердоком который был старше его на девять лет. Он вслед за своим братом поступил в гимназию в Галифаксе где получил качественное классическое образование. После обучения на юриста стал работать в офисе своего двоюродного брата. В 1929 году во время работы в офисе он с братом помогал Томасу Чендлеру Халибертону в исследовании для "Историко-статистического отчета Новой Шотландии. Спустя два года 3 мая 1831 года он был вызван в коллегию адвокатов Новой Шотландии. В отчётах о его деятельности было сказано что он имел прибыльную работу в качестве поверенного. В связи с высокими доходами, Экинс рано ушёл на пенсию и посвятил свою жизнь работе с архивами.

### Работа историком
В 1839 году пишет очерк о ранней истории Галифакса. Данная работа была оценена серебряной медалью Старого Общества Новой Шотландии и опубликовано 8 лет спустя. Еще в юношеском возрасте осознал необходимость каталогизации публичных записей Новой Шотландии. В 1841 году он написал в Галифаксский институт механики «предложение о создании хранилища колониальных записей». Данный вопрос игнорировался комитетом на протяжении 16 лет, до тех пор пока Экинс не предстал перед палатой собрания чтобы ходатайствовать о сохранении записей. Комитет был покорён активностью и энтузиазмом Экинса. 29 мая того же года Экинс был назначен уполномоченным по государственным архивам.
За время своей работы он представил 13 отчетов и получил гранты на общую сумму 18 800 долларов, из которых 10 938 долларов были выделены на его зарплату. Система каталогизации Томаса Экинса была использована в Британском музее для коллекции Harleian. В 1859 году был опубликован каталог «Провинциального секретаря Новой Шотландии». «Выдержки из официальных документов провинции Новая Шотландия» опубликованные в 1869 году под редакцией Экинса получили распространение в библиотеках Канады, США и Великобритании.
Через какое то время Экинс понял, что множество информации находится в Государственном архиве Лондона, и благодаря вице губернатору лорду Малгрейву Фиппсу, были приняты меры к тому, чтобы сделать копии официальной корреспонденции совета по торговле, государственных секретарей и губернаторов.
После публикации Каталога Парламентской библиотеки в 1857—1858 годах, Экинс занялся работой по переписыванию документов об Акадии из Парижа. В то же время, опираясь на текущие финансовые возможности Экинс продолжал каталогизировать записи Новой Шотландии которые он нашёл в различных правительственных учреждениях. К 1886 году им было написано 473 тома. Депортация акадийцев была широко рассмотрена в сборниках «Исторического общества Новой Шотландии» опубликованного в 1880-х годах.
За время работы уполномоченным по государственным архивам, Экинс на безвозмездной основе также работал провинциальным библиотекарем. За время его работы он смог найти в провинциальном доме 1750 томов. В связи с активной деятельностью Экинса, Законодательная библиотека Новой Шотландии стала одной из первых в Канаде.
Томас Бимиш Экинс умер 6 мая 1891 года в Галифаксе.

## Оценка личности
Благодаря активной работе Экинса, большинство документов правительства Новой Шотландии стали каталогизированы и доступны задолго до того, когда подобная работа началась проводится в других провинциях Канады. Лишь из-за отсутствия интереса у правительства, труды Экинса сделали его частным коллекционером. К моменту его смерти его коллекция истории Северной Америки насчитывала около 4000 томов. В настоящий момент библиотека Экинса хранится в Публичном архиве Новой Шотландии. Профессор Далхаузи Арчибальд МакКеллар МакМечан* , беседовавший с ним перед его смертью, заметил в 1932 году, что Акинс интересовался ранней типографией. 1860-х и 1870-х годах коллекция инкунабул Экинса была одной из лучших в Северной Америке. Среди них было множество немецких и итальянских книг. Акинс поддерживал тесные связи с Королевским колледжем. За время своей жизни Экинс активно жертвовал свои книги в библиотеки различных образовательных учреждений. В 1950-х годах на чердаке его летнего дома в Фалмуте было найдено более 100 книг XVI, XVII и XVIII веков. Эти тома сейчас находятся в библиотеке Университета Далхаузи. Спустя 47 лет после его смерти, ему был присвоен статус «Человека исторического значения Канады». Его дом в котором он жил в период с 1858 по 1891 год был признан Историческим памятником Канады.

## Известные труды
- «A brief account of the origin, endowment and progress of the University of King’s College, Windsor, Nova Scotia» (1865)[11]
- «The first Council» (1879—1880)
- «Selections from the public documents of the province of Nova Scotia» (1869)
- «Essay on the early history of Halifax» (написано в 1839 году, опубликовано в 1847 году)[12]
- «A Sketch of the Rise and Progress of the Church of England in the British North American Provinces» (1849)